# You're the One That I Want
«You're the One That I Want» es una canción escrita por John Farrar para la película Grease en 1978 (versión en película del musical Grease, también escrito por él). Fue interpretada por John Travolta y Olivia Newton-John.
Fue número uno en el Reino Unido por nueve semanas, y en el 2005 fue colocada en el puesto número seis de las canciones más vendidas de la historia en aquel país. También en el Reino Unido, el disco del cual era parte vendió alrededor de 1 975 000 copias, siendo disco de platino. También logró el puesto número uno en el Billboard Hot 100, el ranking de los Estados Unidos por una semana. 
Era la segunda canción del soundtrack de Grease. Solamente en Estados Unidos, el Reino Unido, Francia y Alemania ha alcanzado ventas mayores a los 6 000 000, lo que lo convierte en uno de los sencillos más vendidos de todos los tiempos.

## Posicionamiento en listas

### Semanal
| Lista (1978)                           | Máxima posición |
| -------------------------------------- | --------------- |
| Alemania (Offizielle Deutsche Charts)  | 1               |
| Australia (Kent Music Report)          | 1               |
| Austria (Ö3 Austria Top 40)            | 2               |
| Bélgica (Flandes) (Ultratop 50)        | 1               |
| Canadá (RPM Top Singles)               | 2               |
| Estados Unidos (Billboard Hot 100)     | 1               |
| Estados Unidos (Adult Contemporary)    | 23              |
| Estados Unidos (CHR/Pop Airplay Chart) | 3               |
| Estados Unidos (Cash Box Top 100)      | 3               |
| Europa (European Hot 100 Billboard)    | 1               |
| Finlandia (Suomen virallinen lista)    | 1               |
| Irlanda (IRMA)                         | 1               |
| Italia (Italian Singles Chart)         | 3               |
| Japón (Oricon Singles Chart)           | 25              |
| Nueva Zelanda (Recorded Music NZ)      | 1               |
| Noruega (VG-lista)                     | 1               |
| Países Bajos (Mega Single Top 100)     | 1               |
| Reino Unido (UK Singles Chart)         | 1               |
| Sudáfrica (Springbok Radio)            | 2               |
| Suecia (Sverigetopplistan)             | 1               |
| Suiza (Schweizer Hitparade)            | 1               |
| Lista (1998)                           | Máxima posición |
| Australia (ARIA Charts)                | 32              |
| Irlanda (IRMA)                         | 15              |
| Reino Unido (Official Charts Company)  | 4               |

### Fin de Año
| Lista (1978)                          | Posición |
| ------------------------------------- | -------- |
| Australia (Kent Music Report)         | 1        |
| Canadá (RPM Top Singles)              | 14       |
| Estados Unidos (Billboard Hot 100)    | 13       |
| Estados Unidos (Cash Box)             | 9        |
| Italia                                | 12       |
| Nueva Zelanda (Recorded Music NZ)     | 2        |
| Reino Unido (Official Charts Company) | 2        |
| Sudáfrica (Springbok Radio)           | 17       |

## Otras versiones
- Los comediantes ingleses Arthur Mullard e Hylda Baker (ambos con cerca de setenta años en aquel entonces) hicieron su versión de la canción en 1978. Esta versión es recordada por el descomunal dueto para la canción en el programa de televisión Top of the Pops; cantaron la misma letra original, no recomendable para ancianos.
- Edurne, una cantante española, realizó en 2008 una versión en español de esta canción.
- En 2012, la serie estadounidense Glee, para su cuarta temporada realizó una versión de esta canción, en el episodio Glease.
- En 1998 el grupo mexicano Chicos de Barrio grabó una versión en español con el nombre de «Yo te invito a bailar» para su disco Te invito a bailar.
- En 2014 Chanel, hace un anuncio de su perfume N.º 5 con la modelo Gisele Bundchen.